# Słoszewy
Słoszewy (w okresie zaborów niem. Schlossau) – osada w Polsce położona w województwie kujawsko-pomorskim, w powiecie brodnickim, w gminie Bobrowo. Miejscowość wchodzi w skład sołectwa Wymokłe.
W latach 1975–1998 miejscowość administracyjnie należała do województwa toruńskiego.
W XIV wieku wieś rycerska należąca do Jana z Kruszyn, następnie przejęta przez zakon krzyżacki. W XIV-XV wieku istniał tu zameczek z szachulcowym dworem o wymiarach 7,5 x 13 m znajdującym się na krawędzi wzgórza, który został nagle zniszczony, zapewne podczas wojny polsko-krzyżackiej (głodowej) w 1414 r.
Słoszewy leżą na Drodze św. Jakuba, jednym z najważniejszych chrześcijańskich szlaków pielgrzymkowych na świecie, prowadzącym do Santiago de Compostella w Hiszpanii. Przez Słoszewy biegnie 20. etap szlaku Camino Polaco, jednego ze szlaków Drogi św. Jakuba w Polsce. 

## Zabytki
Według rejestru zabytków NID na listę zabytków wpisany jest zespół dworski, nr rej.: 575 z 4.02.1988:
- dwór, 1829, XIX/XX w.
- spichrz, 1860
- stajnia, 1870
- kuźnia, 1870
- park, XVIII w.